# ناوچه کلاس کالیپسو
ناوچه کلاس کالیپسو (به انگلیسی: Calypso-class corvette) یک کلاس از کشتی است که طول آن ۲۳۵ فوت (۷۲ متر) می‌باشد.